# Puggle

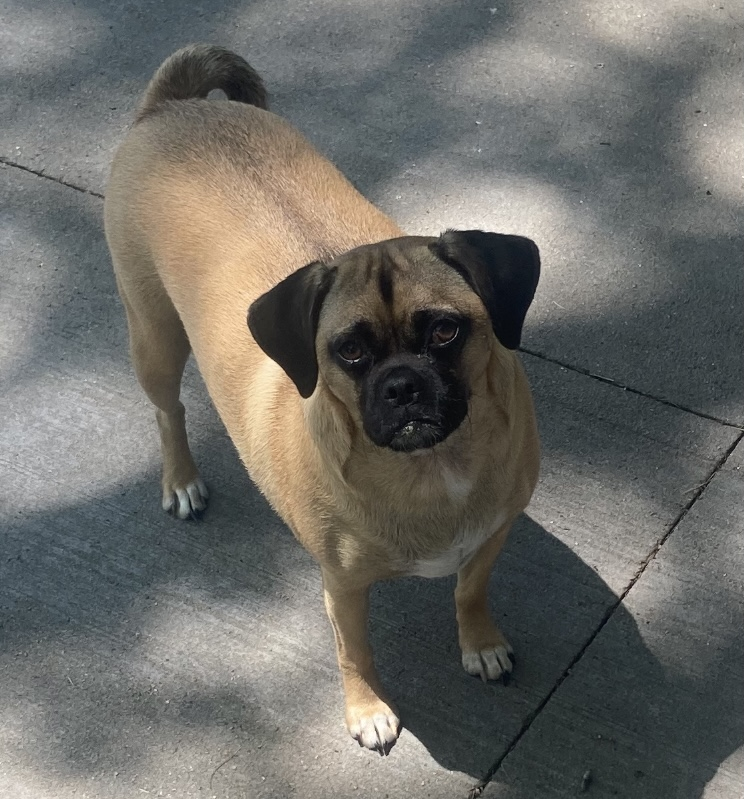
Um puggle adulto

Um puggle é um Cão mestiço que veio do cruzamento de um pug com um beagle. A raça teve origem na década de 1990 nos Estados Unidos.